# Матрица достижимости
Матрица достижимости простого ориентированного графа {\displaystyle G=(V,A)} — бинарная матрица замыкания по транзитивности отношения {\displaystyle A} (оно задаётся матрицей смежности графа). Таким образом, в матрице достижимости хранится информация о существовании путей между вершинами графа.

## Способы построения матрицы достижимости

### Перемножение матриц
Пусть дан простой граф {\displaystyle G=(V,A)}, матрица смежности которого есть {\displaystyle \mathbf {A} =(a_{ij})_{n\times n}}, где {\displaystyle a_{ij}=1\Leftrightarrow (i,j)\in A}. Матрица смежности даёт информацию о всех путях длины 1 (то есть дугах) в орграфе. Для поиска путей длины 2 можно найти композицию отношения {\displaystyle A} с самим собой:
{\displaystyle A\circ A={\bigl \{}(a,c):\exists b\in V:(a,b),\ (b,c)\in A{\bigr \}}}.
По определению, матрица композиции отношений {\displaystyle A\circ A} есть {\displaystyle \mathbf {A^{2}} =({a^{2}}_{ij})_{n\times n}={\Bigl (}\sum _{k}a_{ik}a_{kj}{\Bigr )}={\Bigl (}(a_{i1}\land a_{1j})\lor (a_{i2}\land a_{2j})\lor \ldots \lor (a_{in}\land a_{nj}){\Bigr )}}, где {\displaystyle \land } — конъюнкция, а {\displaystyle \lor } — дизъюнкция.
После нахождения матриц {\displaystyle \mathbf {A} ^{k}} композиций {\displaystyle \underbrace {A\circ \ldots \circ A} _{k}} для всех {\displaystyle k}, {\displaystyle 1\leq k\leq n-1} будет получена информация о всех путях длины от {\displaystyle 1} до {\displaystyle n-1}. Таким образом, матрица {\displaystyle \mathbf {R(G)} =\mathbf {E} \lor \mathbf {A} \lor \mathbf {A^{2}} \lor \ldots \lor \mathbf {A^{n-1}} =({a^{*}}_{ij})_{n\times n}=({a}_{ij}\lor {a^{2}}_{ij}\lor \ldots \lor {a^{n-1}}_{ij})} есть искомая матрица достижимости, где {\displaystyle \mathbf {E} } — единичная матрица.
{\displaystyle \mathbf {E} ={\begin{pmatrix}1&0&0&0\\0&1&0&0\\0&0&1&0\\0&0&0&1\end{pmatrix}}}

#### Случай нескольких путей
Если булевы операции {\displaystyle \lor ,\land } дизъюнкции и конъюнкции заменить обычными алгебраическими операциями {\displaystyle +,\times } сложения и умножения соответственно, нахождение матрицы достижимости {\displaystyle \mathbf {R(G)} } сведётся к обычному пошаговому перемножению матриц с последующим сложением результатов каждого шага. Тогда получившаяся матрица {\displaystyle \mathbf {R(G)} } будет состоять не только из 0 и 1 и будет характеризовать не только наличие путей между вершинами, но уже и количество таких путей. В таком случае можно разрешить наличие кратных рёбер в графе.

#### Пример

Граф

Рассмотрим простой связный ориентированный граф {\displaystyle G=(V=\{1,2,3,4\},A=\{(1,2),(1,3),(3,2),(3,4),(4,3)\})}.
Он имеет матрицу смежности {\displaystyle \mathbf {A} } вида:
{\displaystyle \mathbf {A} ={\begin{pmatrix}0&1&1&0\\0&0&0&0\\0&1&0&1\\0&0&1&0\end{pmatrix}}}
Найдём булевы степени этой матрицы  {\displaystyle \mathbf {A^{2}} }, {\displaystyle \mathbf {A^{3}} }:
{\displaystyle \mathbf {A^{2}} ={\begin{pmatrix}0&1&0&1\\0&0&0&0\\0&0&1&0\\0&1&0&1\end{pmatrix}}},
{\displaystyle \mathbf {A^{3}} ={\begin{pmatrix}0&0&1&0\\0&0&0&0\\0&1&0&1\\0&0&1&0\end{pmatrix}}},
Получим матрицу достижимости
{\displaystyle \mathbf {R(G)} =\mathbf {E\lor A\lor A^{2}\lor A^{3}} ={\begin{pmatrix}1&1&1&1\\0&1&0&0\\0&1&1&1\\0&1&1&1\end{pmatrix}}}
Таким образом, из вершины {\displaystyle 1} можно добраться в любую другую.
При использовании же алгебраических операций получится матрица
{\displaystyle \mathbf {R(G)} =\mathbf {E+A+A^{2}+A^{3}} ={\begin{pmatrix}1&2&2&1\\0&1&0&0\\0&2&2&2\\0&1&2&2\end{pmatrix}}}
Она показывает количество путей длины от 0 до 3 между вершинами орграфа.

### Алгоритм Уоршелла
Существует другой алгоритм, позволяющий найти матрицу достижимости в точности за {\displaystyle 2n^{3}} шагов — алгоритм Уоршелла.

## Связанные понятия

### Матрица сильной связности
Матрица сильной связности простого орграфа — бинарная матрица, содержащая информацию обо всех сильно связанных вершинах в орграфе. Матрица сильной связности симметрична. У сильно связного графа такая матрица заполнена единицами.

#### Построение матрицы сильной связности
Матрица сильной связности может быть построена из матрицы достижимости. Пусть {\displaystyle \mathbf {E} ^{*}} — матрица достижимости орграфа {\displaystyle G=(V,E)}. Тогда матрица сильной связности {\displaystyle \mathbf {C} } состоит из элементов {\displaystyle (c_{ij})=\left((e_{ij})\land (e_{ji})\right)}.

#### Пример
Рассмотрим тот же граф, что и ранее.
Его матрица достижимости:
{\displaystyle \mathbf {E^{*}} ={\begin{pmatrix}1&1&1&1\\0&1&0&0\\0&1&1&1\\0&1&1&1\end{pmatrix}}}
Из неё получаем матрицу сильной связности:
{\displaystyle \mathbf {C} ={\begin{pmatrix}1&0&0&0\\0&1&0&0\\0&0&1&1\\0&0&1&1\end{pmatrix}}}
Вершины 3 и 4 сильно связаны друг с другом и сами с собой.

### Матрица связности графа
Для обычного (не ориентированного) связного графа существует понятие матрицы связности, сходное с матрицей достижимости.

### Матрица контрдостижимости
Матрица контрдостижимости Q графа G может быть найдена из матрицы достижимости путем ее транспонирования.